# 冷兵器
冷兵器（れいへいき）とは火器の対義語であり、火薬や爆発力による殺傷力を一切用いない兵器（武器）の総称である。
大部分は刀剣や弓矢といった白兵戦向きの携帯兵器だが、カタパルトのような大型兵器も広義では含まれる。また、機械による工程を経ない原始的な構造によって作られているため、火器を使用する戦争が主流になる前は、兵器といえばもっぱら冷兵器を指していた。木、石、骨等、自然界に存在する単純な素材によって作られており、紀元前に金属加工の技術が発見された後は、銅、鉄、といった金属によって作られるのが主流となっている。
主要な冷兵器
- 槍
- 矛
- 刀
- 剣

主要な遠距離冷兵器
- 弓
- 弩
- 投礫器

## 代表的な大型冷兵器
- 雲梯
- カタパルト